# Dunsborough
Dunsborough est une ville côtière du sud-ouest de l'Australie-Occidentale, dans le Comté de Busselton à 254 km au sud de Perth.
C'est une destination touristique pour les australiens de l'ouest, au bord de la baie du Géographe.
La population était de 3 371 habitants en 2006.